# Коидзуми, Тикаси
Коидзуми Тикаси (яп. 古泉千樫; 26 сентября 1886, преф. Тиба — 11 августа 1927) — японский танка-поэт, ученик Ито Сатио.
Настоящее имя — Коидзуми Икутаро (яп. 古泉幾太郎).

## Биография
Родился в семье землевладельца 26 сентября 1886 года в префектуре Тиба. Со школьных лет увлёкся классической поэзией «Манъёсю» и «Кокинсю».
В 1907 году переехал в Токио. Присоединившись в обществу танка «Нэгиси», стал учеником Ито Сатио и активно работал с журналами «Асиби» и «Арараги».
Выпустил две книги стихов: «У реки» (1925 год) и «Земля на кровле дома» (1926 год).
Скончался 11 августа 1927 года.